# Hypisodus
L'ipisodo (gen. Hypisodus) è un mammifero artiodattilo estinto, appartenente ai ruminanti. Visse tra l'Eocene superiore e l'Oligocene medio (circa 34 - 26 milioni di anni fa) e i suoi resti fossili sono stati ritrovati in Nordamerica.

## Descrizione
Questo animale era di dimensioni minuscole, ed è uno dei più piccoli artiodattili mai vissuti. L'aspetto doveva essere simile a quello dell'attuale tragulo meminna (Moschiola meminna). In generale, la morfologia richiamava quella di un altro ruminante di piccole dimensioni dell'Oligocene, Hypertragulus, ma Hypisodus era dotato di specializzazioni uniche. 
Il muso era lungo e molto gracile. Le orbite erano enormi, mentre le bolle timpaniche erano molto rigonfie. Il processo zigomatico dell'osso squamoso era molto corto, in confronto con la brevità della scatola cranica. Il canino e il primo premolare inferiori erano vicini ai piccoli incisivi; a causa di ciò, sembra che Hypisodus avesse dieci piccoli incisivi nella mandibola. Gli ultimi due premolari e i molari erano a corona alta (ipsodonti) ma erano privi di cemento. 
Lo scheletro postcranico era estremamente gracile e snello. Ulna e radio erano co-ossificati, mentre i metacarpi mediani erano liberi. Le falangi delle dita mediane erano lunghe e gracili, non saldate. I metatarsi laterali erano filiformi. 

## Classificazione

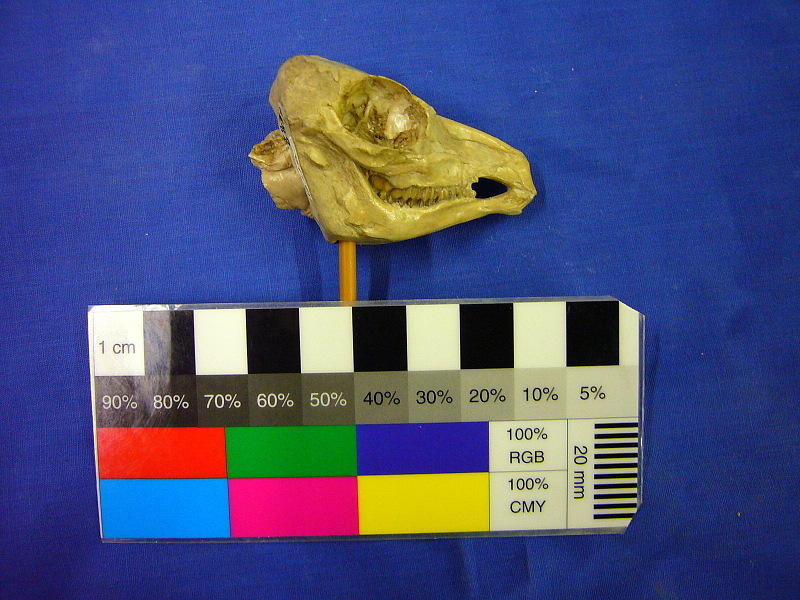
Cranio di Hypisodus minimus

Il genere Hypisodus venne descritto per la prima volta da Edward Drinker Cope nel 1873; la specie tipo è Hypisodus minimus, dell'Eocene-Oligocene degli Stati Uniti occidentali. Altre specie attribuite a questo genere sono H. alacer, H. ironsi, H. paululus, H. retallacki, H. ringens, tutte dell'Eo-Oligocene del Nordamerica. Hypisodus è un rappresentante arcaico dei ruminanti, ma era già molto specializzato. A volte è ascritto alla famiglia Hypertragulidae, anche se alcune recenti revisioni hanno indicato che potrebbe essere un genere a sé stante in una famiglia tutta sua (Hypisodontidae), pur nell'ambito degli Hypertraguloidea (Vislobokova, 2001).

## Paleoecologia
Hypisodus, a causa di alcune specializzazioni come le grandi orbite, è ritenuto essere un animale notturno; probabilmente si nutriva di piante piuttosto dure.